# Panic (The Smiths)
Panic è un brano della band inglese The Smiths.
Pubblicato anche come singolo, il 21 luglio del 1986 dalla Rough Trade, il disco raggiunse la posizione numero 11 nella Official Singles Chart, la classifica inglese di vendite. Il brano non è contenuto in nessun album in studio, raccolte a parte, della band.

## Realizzazione
Scritto da Morrissey e Marr e registrato presso i Livingston Studios di Londra, nel maggio 1986, durante le prime session di registrazione del gruppo, dal completamento del loro terzo album The Queen Is Dead, il singolo venne prodotto da John Porter il quale, preoccupato innanzitutto che la canzone fosse troppo breve, in fase di missaggio decise raddoppiare la lunghezza della prima strofa, scontrandosi però con l'opinione della band che scelse poi di lasciare la canzone con la struttura originale.
Poco prima di quelle session, il bassista Andy Rourke, era stato licenziato a causa della sua dipendenza da eroina e sostituito con Craig Gannon che, in seguito, resterà nella band come secondo chitarrista (non ufficiale), dopo il ritorno in squadra di Rourke.
Panic non ebbe commenti benevoli da parte dei critici che interpretarono il testo di Morrissey con una connotazione razzista, a causa delle rime contro la disco-music e i Dj, polemiche alimentate anche da certe dichiarazioni del frontman (riportate in un'intervista del 1986, al Melody Maker) su una presunta cospirazione black-pop. La canzone inizia con Morrissey che descrive il caos in tutta la Gran Bretagna e in Irlanda (in particolare a Dublino, Dundee, Carlisle e Humberside). Nella seconda parte del brano, il testo rivela che la fonte di questo caos è la musica pop, che per lui non conta nulla: says nothing to me about my life ed infine chiede agli ascoltatori di reagire, di bruciare la discoteca e di impiccare il dj: burn down the disco and hang the DJ (queste ultime rime ripetute, poi, con l'aggiunta di un coro di bambini).
Marr ha poi successivamente replicato che la canzone è stata erroneamente interpretata come un attacco alla musica nera e, di conseguenza inconsciamente, alle persone di colore, replicando "a coloro che si erano offesi per quel 'burn down the disco incluso nel testo, direi di mostrami quali sono i componenti di colore dei New Order! Per me, personalmente, i New Order fanno grande disco-music, ma non ci sono persone di colore nel gruppo. Il punto è che non si può solo scambiare le parole black e disco, o le frasi black music e disco-music. Non ha senso." (Johnny Marr intervistato da NME, 1987)
Sempre secondo Marr, invece, Panic è stata scritta come replica dopo che lui e Morrissey si scandalizzarono per il fatto che, il dj britannico Steve Wright avesse suonato in radio la canzone I'm Your Man dei Wham! immediatamente dopo la notizia sulla catastrofe di Černobyl'. "Morrissey ed io stavamo ascoltando una trasmissione radiofonica di Newsbeat su Černobyl' e quando la storia di questo disastro scioccante giunge al termine, subito parte I'm Your Man dei Wham!. Ricordo che pensammo ma che cazzo c'ha a che fare questo con la vita delle persone? Sentiamo parlare di Chernobyl e poi, pochi secondi dopo, ci mettono I'm Your Man."
Durante l'esecuzione live di Panic, Morrissey era solito far roteare un cappio ed indossare una t-shirt con la faccia di Steve Wright e con la scritta HANG THE DJ.

## Copertina e video
La copertina ritrae una foto dell'attore statunitense Richard Bradford, star della serie televisiva Man In A Suitcase, del 1967.  Sul vinile dei 7" e del 12" è incisa la frase: I DREAMT ABOUT STEW LAST NIGHT .
Il video promozionale del singolo, per la regia di Derek Jarman, è stato estratto dal suo cortometraggio The Queen Is Dead che, in pratica, raccoglie tre video degli Smiths: There Is a Light That Never Goes Out, The Queen Is Dead e, appunto, Panic. Un secondo video venne poi prodotto mescolando riprese dal film di Jarman con immagini tratte da un soundcheck prima del concerto degli Smiths ad Ottawa, del 2 agosto 1986.

## Tracce
- UK 7"

1. Panic - 2:20
2. Vicar in a Tutu - 2:21

- UK 12"

1. Panic - 2:20
2. Vicar in a Tutu - 2:21
3. The Draize Train - 5:10

## Formazione
- Morrissey – voce
- Johnny Marr – chitarra, pianoforte
- Andy Rourke – basso
- Mike Joyce – batteria
- Craig Gannon – chitarra